# Hermino Olympio da Rocha
Filho de Odorico Segismundo de Arnaut, este último conferente da Alfândega do Ceará, descendente do judeu holandês Arnaud Florentz Boeyens Van Holand (nome aportuguesado: Arnaut de Hollanda, caligrafia atual: Arnaud de Holanda).
Hermino, nasceu em Fortaleza a 21 de Maio de 1830.
Foi considerado um dos mil e um cearenses mais notáveis do século XIX
Durante sua vida exerceu vários cargos, dentre eles o de 1.o Official da Junta Comercial de Fortaleza.
Foi teatrólogo e Secretário do Governo Imperial, trabalhando nesse sentido no Ceará por volta de 1865.
Em 1866, "O Orgulho abatido" peça teatral de Hermino foi representado pela 1.a vez em 2 de Dezembro deste mesmo ano no Theatro Thaliense pelo Club Dramático Cearense.
Em 1867 "O Orgulho abatido" foi publicado em livro. Um drama em 5 actos, n 8.o de 102 pp., impresso na Typ. Brasileira de João Evangelista, rua Formosa n.o 88.
Segundo declarações do Barão de Studart, sabe-se que Hermino trabalhava em outros dois dramas: 
"O empregado público" em 4 actos e "O encontro paterno" em 5 actos, mas não se tem notícias sobre o paradeiro desses.
Capitão Hermino como também era conhecido, por volta de 1871 foi secretario da Capitania do Porto e o foi por muitos anos.
Sabe-se que o Colégio Liceu do Ceará, uma das instituições mais antigas e tradicionais do Brasil, foi construído na sua antiga residência em 1845 após a demolição do sobrado de Odorico Segismundo de Arnaut. Um sobrado é um tipo de edificação constituída por vários pisos e com relativamente grande área construída. Na época do Brasil colônia os sobrados eram as residências dos senhores nas cidades e marcaram o início de uma tímida urbanização no Brasil.
Ainda no século XIX, um dos irmãos de Hermino, o honrado professor público Francisco Olympio da Rocha passou a viver em Pernambuco e é o patriarca desta família naquele Estado.
Hermino faleceu vitima de AVC com a idade de 72 anos em Fortaleza a 1902, idade bastante avançada pra uma época onde a expectativa de vida era de meros 33 anos. No dia do seu falecimento 19 de Outubro de 1902, havia feito um mês do falecimento da sua esposa D.a Maria Olympía da Rocha.
Em 1907 foi publicada uma 2.a edição de "O orgulho abatido" de Hermino Olympio da Rocha, Typ. America, Fortaleza.
Em 22 de agosto de 1925 o drama ‘O Orgulho abatido’, de Hermíno Olympio da Rocha, foi encenado no ‘Grêmio Pio X’.(Fonte:Revista Instituto do Ceará-2009)
Fonte:Diccionário Bio-bibliográfico Cearense - Barão de Studart.
Data de Nascimento:21/05/1830